# Uldra
Piticii care locuiesc la Cercul Polar, în nordul îndepărtat al Norvegiei, Suediei, Finlandei și Rusiei, se numesc uldra. Ca și barbegazii, vegetează sub pământ în timpul verii. Uldra apar în nopțile de iarnă ca să aibă grijă de renii și de elanii care se hrănesc cu licheni și mușchi în timpul lunilor sterpe ale anului. Nu-și părăsesc niciodată ascunzătorile ziua, deoarece lumina soarelui îi orbește. Deși uldra nu sunt neprietenoși față de oameni, devin furioși dacă oamenii care însoțesc turmele de reni își ridică din greșeală corturile deasupra intrărilor strâmte în ascunzătorile lor.